# Леу
Леу (рум. Leu) — село у повіті Долж в Румунії. Входить до складу комуни Леу.
Село розташоване на відстані 169 км на захід від Бухареста, 21 км на південний схід від Крайови.

## Населення
За даними перепису населення 2002 року у селі проживали 4093 особи, з них 4092 особи (> 99,9%) румунів. Усі жителі села рідною мовою назвали румунську.